# Sedlec (Temelín)
Sedlec je malá vesnice, část obce Temelín v okrese České Budějovice v Jihočeském kraji. Nachází se asi 2,5 kilometru jihozápadně od Temelína. Prochází zde silnice II/141. Sedlec leží v katastrálním území Sedlec u Temelína o rozloze 2,8 km².

## Historie
První písemná zmínka o vesnici pochází z roku 1381.

## Obyvatelstvo
| Rok            | 1869 | 1880 | 1890 | 1900 | 1910 | 1921 | 1930 | 1950 | 1961 | 1970 | 1980 | 1991 | 2001 | 2011 | 2021 |
| -------------- | ---- | ---- | ---- | ---- | ---- | ---- | ---- | ---- | ---- | ---- | ---- | ---- | ---- | ---- | ---- |
| Počet obyvatel | 183  | 184  | 187  | 168  | 193  | 160  | 141  | 108  | 98   | 88   | 75   | 52   | 61   | 60   | 51   |
| Počet domů     | 27   | 27   | 29   | 29   | 30   | 30   | 27   | 27   | 27   | 26   | 22   | 27   | 31   | 31   | 27   |

## Obecní správa
Při sčítání lidu v letech 1850–1884 Sedlec byl osadou obce Lhota pod Horami, se kterým patřil nejprve do okresu Budějovice, ale v letech 1880–1943 v okrese Týn nad Vltavou. V letech 1884–1960 byl samostatnou obcí, se kterým patřil nejprve do okresu Týn nad Vltavou, ale od roku 1960 v okrese České Budějovice. Od 12. června 1960 je částí obce Temelín v okrese České Budějovice.